# Пундик, Галина Васильевна
Гали́на Васи́льевна Пу́ндик (укр. Галина Василівна Пундик; род. 7 ноября 1987, село Четырбоки, Хмельницкая область УССР) — украинская фехтовальщица-саблистка, олимпийская чемпионка 2008 года в командном первенстве, двукратная чемпионка Европы в командном первенстве (2009—2010), двукратная чемпионка мира (2009, 2013), заслуженный мастер спорта Украины. 
Тренер — Валерий Штурбабин; первый тренер — Ольга Штурбабина.
Студентка Хмельницкого национального университета.

## Спортивные достижения
- 2007 — Чемпионат мира — 2-е место в командных соревнованиях.
- 2007 — Чемпионат Европы — 2-е место в командных соревнованиях.
- 2007 — Чемпионат мира 2007 среди юниоров — 1-е место в командных соревнованиях.
- 2008 — Чемпионат мира среди юниоров — 1-е место в командных соревнованиях.
- 2008 — XXIX Олимпийские игры в Пекине — 1-е место в командных соревнованиях по сабле. Украинская команда в составе Елены Хомровой, Ольги Харлан, Ольги Жовнир в финальной встрече соревнований обыграла сборную Китая, со счетом 45:44. Галина в финальном сражении не участвовала, однако принимала участие в четвертьфинале и полуфинале.
- 2009 — Чемпионат мира — 1-е место в командных соревнованиях.
- 2014 — Чемпионат Европы — 3-е место в командных соревнованиях.

## Награды
- Орден «За заслуги» III степени (4 сентября 2008 года) — за достижение высоких спортивных результатов на XXIX летних Олимпийских играх в Пекине (Китай), проявленные мужество, самоотверженность и волю к победе, повышение международного авторитета Украины[2]
- Медаль «За труд и доблесть» (25 июля 2013 года) — за достижение высоких спортивных результатов на XXVII Всемирной летней Универсиаде в Казани, проявленную самоотверженность и волю к победе, повышение международного авторитета Украины[3]